# Marcel Breuer
Marcel Lajos Breuer, född 22 maj 1902 i Pécs i Ungern, död 1 juli 1981 i New York i USA, var en ungersk arkitekt och möbelformgivare av judisk härkomst, utbildad och verksam vid Bauhausskolan, Weimar. Han är framför allt ihågkommen för den så kallade Breuerstolen samt Unesco-huset i Paris.

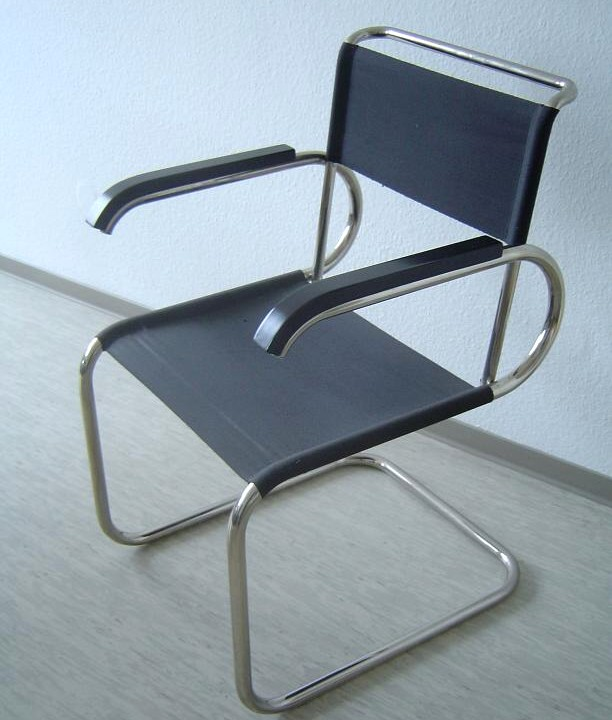
Freischwinger B55

## Biografi
Breuer kom 1920 till Bauhaus i Weimar som en av de yngsta studenterna i den första Bauhaus-generationen och 1924 blev han ledare för skolans möbelavdelning. I skolans läroplan betonades värdet av samtidig utbildning av eleverna i bildkonst, hantverk och industriell produktion.
Han flyttade sedan sin verksamhet till Berlin och konstruerade på 1920-talet de första stålrörsmöblerna av vilka flera numera tillhör möbelkonstens klassiker, bland annat den bakbenslösa S-formade stålrörsstolen, vilken senare plagierats och varierats av många möbeltillverkare.
Han var verksam i Tyskland fram till Hitlers maktövertagande, men flyttade först till London där han var anställd av Jack Pritchard på Isokon-bolaget, och slutligen 1937 till USA.
De hus han ritade vid denna tid präglas av radikal funktionalism, jämförbar med Le Corbusiers, och han är en av de viktigaste förmedlarna av den europeiska funktionalismen till USA.
I USA verkade han som lärare i arkitektur vid Harvard University 1937–1947 och hade gemensam arkitektbyrå med Walter Gropius till 1941, då han etablerade en egen byrå i New York.
Breuer har haft flera stora internationella uppdrag, bland annat utsågs han till chefsarkitekt för Unescos byggnad i Paris, vilken påbörjades 1954 och stod färdig 1957. Han har även varit verksam som industriell formgivare i USA.
Breuer donerade i slutet av 1960-talet många av sina professionella dokument och ritningar till Special Collection Research Center vid Syracuse University. Återstoden av hans dokument, inklusive det mesta av hans personliga korrespondens, donerades till Archives of American Art mellan 1985 och 1999 av hans hustru.

## Urval av projekt

### Bostadshus
- Villa Breuer I, Lincoln, Massachusetts, USA, 1939
- Villa Breuer II, New Canaan, Connecticut, USA, 1948
- Villa Chamberlain, Wayland, Massachusetts, USA, 1940
- Villa Geller, Lawrence, Long Island, New York, USA, 1945
- Villa Ford , Lincoln, Massachusetts, USA, 1939
- Skidort, Flaine, Frankrike, 1960-1980
- Klostret St. John's, Collegeville, Minnesota, USA, 1953-1961
- Villa Starkey, Duluth, Minnesota, USA, 1955
- Seymour Krieger House, Bethesda, Maryland, 1958
- Stillman II, Litchfield, Connecticut, 1966
- Gagarin House II, Litchfield, Connecticut, 1974

### Offentliga byggnader
- Pennsylvania Pavilion vid Världsutställningen i New York 1939
- Ariston Club, Mar del Plata, Argentina (med Eduardo Catalano och Fransisco Coire), 1948
- Unescos huvudkontor, Paris, Frankrike, 1952-1958
- Kyrkan Saint John Abbey, Minnesota, 1961
- Whitney Museum of American Art, New York, USA, 1966
- Pirelli Tire Building, Connecticut, 1969
- Atlanta Central Library, Georgia, 1980

### Möbler
- Wassily chair, Nr B3, 1925
- Laccio Tables, 1927
- Cesca Chair & Armchair, 1928